# Чемпіон (Альберта)
Чемпіон (англ. Champion) — село в Канаді, у провінції Альберта, у складі муніципального району Вулкан.

## Населення
За даними перепису 2016 року, село нараховувало 317 осіб, показавши скорочення на 16,1%, порівняно з 2011-м роком. Середня густота населення становила 356,5 осіб/км².
З офіційних мов обидвома одночасно володіли 15 жителів, тільки англійською — 300. Усього 15 осіб вважали рідною мовою не одну з офіційних.
Працездатне населення становило 140 осіб (52,8% усього населення), рівень безробіття — 7,1% (12,5% серед чоловіків та 0% серед жінок). 82,1% осіб були найманими працівниками, а 17,9% — самозайнятими.
Середній дохід на особу становив $37 179 (медіана $29 504), при цьому для чоловіків — $40 854, а для жінок $32 780 (медіани — $33 408 та $23 872 відповідно).
24,5% мешканців мали закінчену шкільну освіту, не мали закінченої шкільної освіти — 24,5%, 50,9% мали післяшкільну освіту.
| Статево-вікова структура населення | Статево-вікова структура населення | Статево-вікова структура населення | Статево-вікова структура населення | Статево-вікова структура населення |
| ---------------------------------- | ---------------------------------- | ---------------------------------- | ---------------------------------- | ---------------------------------- |
|                                    |                                    |                                    |                                    |                                    |
| Всього                             | Всього                             | 51,6%48,4%                         |                                    |                                    |
| 0 — 14 років                       | 0 — 14 років                       |                                    | 14,1%                              | 14,1%                              |
| 15 — 64 років                      | 15 — 64 років                      |                                    | 56,3%                              | 56,3%                              |
| 65 і більше                        | 65 і більше                        |                                    | 29,7%                              | 29,7%                              |
| 85 і більше                        | 85 і більше                        |                                    | 1,6%                               | 1,6%                               |
| Середній вік (років)               | Середній вік (років)               | 50,147,6                           | 48,9                               | 48,9                               |
| Медіана (років)                    | Медіана (років)                    | 57,451,9                           | 54,4                               | 54,4                               |
| — чоловіки — жінки                 |                                    |                                    |                                    |                                    |

| Походження мешканців:     | Походження мешканців:     | Походження мешканців: | Походження мешканців: | Походження мешканців: |
| ------------------------- | ------------------------- | --------------------- | --------------------- | --------------------- |
| Походження                |                           |                       | осіб                  | %                     |
| Корінні американці        | Корінні американці        |                       | 0                     | 0%                    |
| Інше північноамериканське | Інше північноамериканське |                       | 85                    | 26.81%                |
| Європейське               | Європейське               |                       | 245                   | 77.29%                |
| британське                | британське                |                       | 145                   | 45.74%                |
| французьке                | французьке                |                       | 50                    | 15.77%                |
| українське                | українське                |                       | 20                    | 6.31%                 |
| Карибське                 | Карибське                 |                       | 15                    | 4.73%                 |

| Зайнятість населення за галузями (за класифікацією NOC): | Зайнятість населення за галузями (за класифікацією NOC): | Зайнятість населення за галузями (за класифікацією NOC): | Зайнятість населення за галузями (за класифікацією NOC): | Зайнятість населення за галузями (за класифікацією NOC): |
| -------------------------------------------------------- | -------------------------------------------------------- | -------------------------------------------------------- | -------------------------------------------------------- | -------------------------------------------------------- |
|                                                          |                                                          |                                                          |                                                          |                                                          |
| Управління                                               | Управління                                               |                                                          | 7,1%                                                     | 7,1%                                                     |
| Бізнес, фінанси та адміністрування                       | Бізнес, фінанси та адміністрування                       |                                                          | 10,7%                                                    | 10,7%                                                    |
| Охорона здоров'я                                         | Охорона здоров'я                                         |                                                          | 10,7%                                                    | 10,7%                                                    |
| Освіта, правозахист, муніципальні та урядові служби      | Освіта, правозахист, муніципальні та урядові служби      |                                                          | 14,3%                                                    | 14,3%                                                    |
| Мистецтво, культура, відпочинок та спорт                 | Мистецтво, культура, відпочинок та спорт                 |                                                          | 7,1%                                                     | 7,1%                                                     |
| Роздрібна торгівля та послуги                            | Роздрібна торгівля та послуги                            |                                                          | 7,1%                                                     | 7,1%                                                     |
| Гуртова торгівля, транспорт та обладнання                | Гуртова торгівля, транспорт та обладнання                |                                                          | 32,1%                                                    | 32,1%                                                    |
| Природні ресурси, сільське господарство                  | Природні ресурси, сільське господарство                  |                                                          | 7,1%                                                     | 7,1%                                                     |
| Виробництво                                              | Виробництво                                              |                                                          | 7,1%                                                     | 7,1%                                                     |

## Клімат
Середня річна температура становить 4,7°C, середня максимальна – 23,2°C, а середня мінімальна – -17,1°C. Середня річна кількість опадів – 401 мм.
| Клімат поселення                              | Клімат поселення | Клімат поселення | Клімат поселення | Клімат поселення | Клімат поселення | Клімат поселення | Клімат поселення | Клімат поселення | Клімат поселення | Клімат поселення | Клімат поселення | Клімат поселення | Клімат поселення |
| Показник                                      | Січ.             | Лют.             | Бер.             | Квіт.            | Трав.            | Черв.            | Лип.             | Серп.            | Вер.             | Жовт.            | Лист.            | Груд.            |                  |
| Середній максимум, °C                         | −3,05            | 0,92             | 5,86             | 12,32            | 18,08            | 22,20            | 23,20            | 23,08            | 17,80            | 12,06            | 3,68             | −1,64            |                  |
| Середня температура, °C                       | −10,06           | −6,09            | −1,15            | 5,30             | 11,07            | 15,20            | 17,20            | 17,10            | 11,81            | 6,09             | −2,32            | −7,63            |                  |
| Середній мінімум, °C                          | −17,08           | −13,1            | −8,19            | −1,7             | 4,06             | 8,18             | 11,22            | 11,10            | 5,83             | 0,10             | −8,3             | −13,62           |                  |
| Норма опадів, мм                              | 14               | 13               | 21               | 27               | 59               | 80               | 50               | 45               | 44               | 17               | 16               | 15               |                  |
| Середньомісячна швидкість вітру, м/с          | 4.30             | 3.90             | 4.32             | 4.40             | 4.30             | 3.99             | 3.50             | 3.40             | 3.80             | 4.29             | 4.45             | 4.22             |                  |
| Середньомісячна сонячна радіація, кДж/м²·день | 4234             | 7774             | 12991            | 17294            | 20706            | 22056            | 23488            | 20055            | 14280            | 8574             | 4554             | 3298             |                  |
| --------------------------------------------- | ---------------- | ---------------- | ---------------- | ---------------- | ---------------- | ---------------- | ---------------- | ---------------- | ---------------- | ---------------- | ---------------- | ---------------- | ---------------- |
| Джерело:                                      |                  |                  |                  |                  |                  |                  |                  |                  |                  |                  |                  |                  |                  |